# だからDESIRE
『だからDESIRE』（-ディザイア）は、1987年（昭和62年）6月5日にリリースされた日本のシングルである。メインにシングル4枚目の女優・歌手の宮崎美子を迎えた、President BPM（プレジデント・ビーピーエム）の5枚目のシングルである。
なお、シングルジャケットでは歌手名が宮﨑美子（「﨑」の字は山偏に竒）と表記されている。

## 解説
1986年（昭和61年）、ヒップホップレーベル「BPM」設立以来の異色のシングルである。同レーベル主宰、「President BPM」を名乗る近田春夫（作家名はTIKADAHARO）が、同年10月25日のデビューシングル『MASS COMMUNICATION BREAKDOWN』をリリースして以来、正確に2か月周期でシングルを出しつづけ、5枚目にあたるシングルが本シングル『だからDESIRE』、7インチシングルである。
本シングルに収録されているのは、いずれも寳酒造（現・宝ホールディングス）のみりん商品「タカラ本みりん」のために制作されたCMソングである。表題曲『だからDESIRE』の作詞にクレジットされている「作詞センター」とは近田であり、作曲をした馬飼野康二は、かつて、1967年（昭和42年）に小杉理宇造らとグループ・サウンズ「ブルー・シャルム」を結成したミュージシャンで、松崎しげる『愛のメモリー』（1977年）などのヒット曲で知られる作曲家である。B面の作詞者・香西貴乃は、コピーライターである。5ヴァージョンのCMソングが収録されている。
宮崎美子の歌手としての前作は、作詞・橋本淳、作曲・筒美京平による『黒髪メイド・イン・LOVE』（1982年12月11日、ビクター音楽産業）で、4年半ぶりのシングルリリースであった。

## 収録曲
1. だからDESIRE
作詞：作詞センター／作曲・編曲：馬飼野康二
2. タカラ本みりん
作詞：香西貴乃／作曲・編曲：TIKADAHARO

## 註
1. ↑  石川誠壱のウェブサイト「近田春夫と私」の記述を参照。